# František Podešva
František Podešva (2. července 1893 Sokolnice u Brna – 28. října 1979 Valašské Meziříčí) byl český akademický malíř, grafik, ilustrátor, hudební pedagog a redaktor, též autor memoárů.

## Životopis

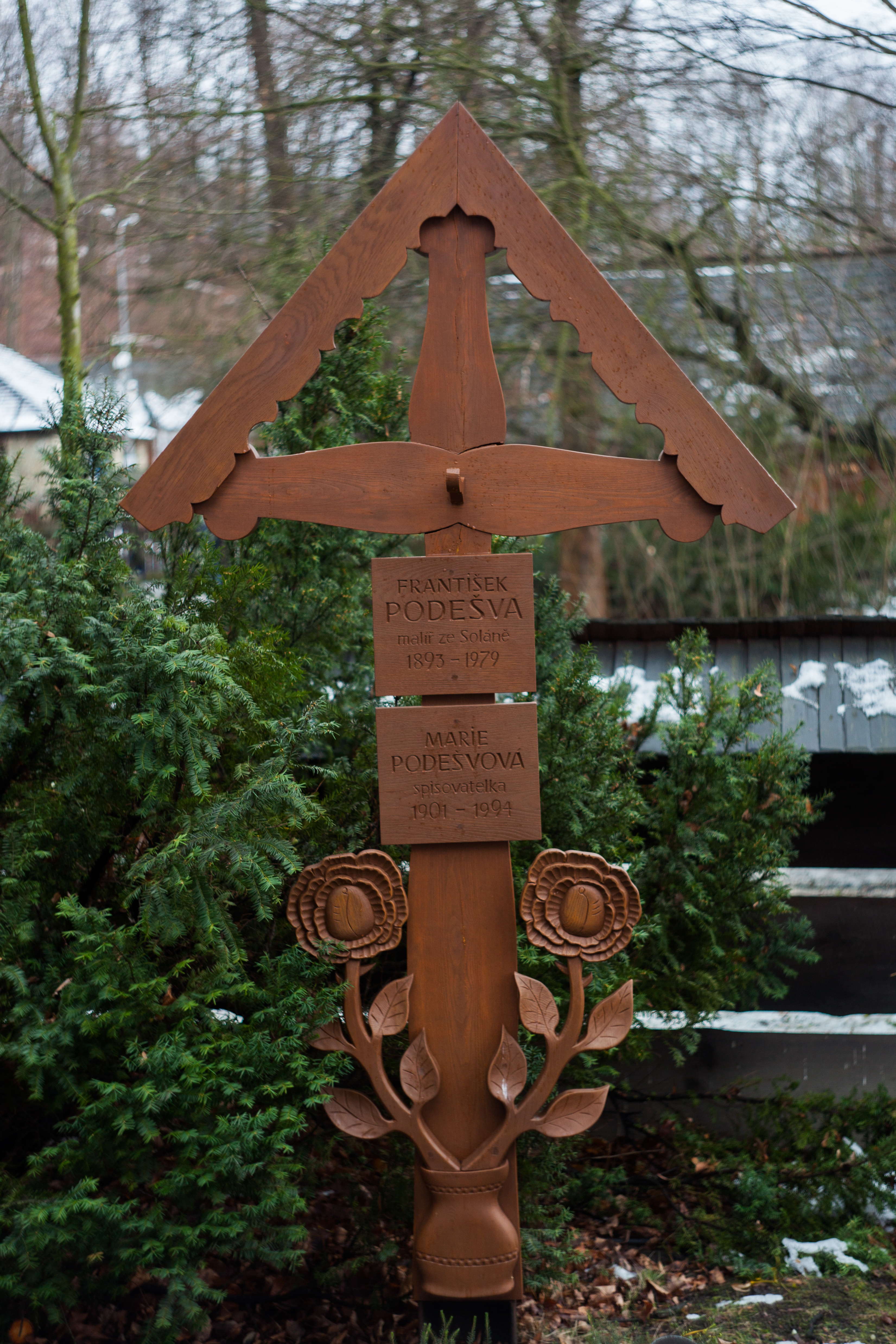
Hrob Františka Podešvy a Marie Podešvové na Valašském Slavíně

Dětství a mládí prožil v Brně, v chudé rodině valašského formana a pradleny. Vyučil se houslařem u Josefa Lídla (později firma Václav Lídl) na Zelném trhu v Brně. Studoval v letech 1912–1915 na pražské Akademii výtvarných umění (AVU), kde se stal žákem u profesorů Vlaho Bukovce, v malířské speciálce Jana Preislera, a na grafice u Augusta Brömseho. Během 1. světové války byl povolán v roce 1915 do vojenské služby v Budapešti a Albánii. Po válce studia dokončil v roku 1921 absolvováním grafické speciálky na AVU.
V roku 1920 vytvořil svá první monumentální díla - sgrafito na škole v Rožnově pod Radhoštěm a fresku v kostele na Hutisku; vítězný oblouk a strop kněžiště. Jako státní stipendista pobýval v roce 1925 v Paříži u profesora Františka Kupky. Roku 1926 se oženil s Marií Jaruškovou, se kterou vychovali dvě dcery.
Podnikl řadu studijních cest do zahraničí zejména ve 20. a 30. letech (Itálie, Francie, Německo, Španělsko aj.) Inicioval založení prvního výtvarného spolku Klub výtvarných umělců Aleš (KVU) v Brně, byl ředitelem vlastní malířské školy, členem skupiny Bezruč a Moravsko-slezského sdružení výtvarných umělců. Už od dob studií intenzivně vystavoval na souborných a spolkových výstavách a svou tvorbu představil v období mezi válkami i na samostatných výstavách v zahraničí – v Poznani a několikrát v Paříži v „Salon des Tuileries“. V roce 1925 se přestěhoval z Brna do Prahy, kde byl až 1942 redaktorem časopisů Salon a Srdce Evropy.
V roce 1938 se přestěhoval s rodinou na Valašsko, a žil v ateliéru na „vrchu umělců“ Soláni, kde se scházeli s dalšími malíři, spisovateli nebo hudebními skladateli. Působil též jako hudební pedagog v Baťově škole umění ve Zlíně a Uherském Hradišti. V počátcích tvorby se věnoval zejména tvorbě figurální, později ho zaujala krajinomalba. V jeho dílech se odráží láska k Valašsku, jeho lidem a přírodě.
František Podešva zemřel v roce 1979 ve věku 86 let ve Valašském Meziříčí. Pohřben je na Valašském Slavíně v Rožnově pod Radhoštěm. Jeho manželkou byla spisovatelka Marie Podešvová a dcerou americká fotografka Eva Fuková.

## Díla (výběr)
| - 1918: Albánie - Dívka ze džbánem - Bílé šátky - U džbánku - Na Kotárech - Valaši - Žně na Valašsku - Valašský dřevorubec - Valach na Soláni - Pastevci na Soláni - Dřevorubci - Kopální brambor - Odpočinek - Odpočinek v krajině - Odpočívající žena - Hráči karet - První včelka - Portrét dítěte - Sirotek | - Děvčátko s ovečkou - Pod Javorníkem - Na Salaši - Na trhu - Na ceste - Pasáček - Ztracená ovečka - Zelená harmonika - Kuřák dýmky - Hečení - Rozárka - Výminkář - Artemis - Požehnání - Kytice ve váze - Narozeninové zátiší - Zátiší s kvetoucím bodlákem a jablky - Zátiší s jablkem, vínem a ořechy |

## Publikace
memoáry
- s ženou: Malířovo mládí. Krajské nakladatelství. Ostrava 1963.
- s ženou: Malířův život. Nakl. Profil, Ostrava 1973.